# Macromitrium pellucidum
Macromitrium pellucidum är en bladmossart som beskrevs av Mitten 1869. Macromitrium pellucidum ingår i släktet Macromitrium och familjen Orthotrichaceae. Inga underarter finns listade i Catalogue of Life.